# 阿克森 (喬治亞州)
阿克森（英語：Axson）是位於美國喬治亞州阿特金森縣的一個非建制地區。該地的面積和人口皆未知。

## 地理
阿克森的座標為31°16′35″N 83°44′04″W / 31.27639°N 83.73444°W，而該地的平均海拔高度為54米（即177英尺）。

## 历史
早期的一个改名是“McDonald‘s mill”。一家名为阿克森的邮局自1916年开始运营。后者是以第一夫人埃伦·阿克森·威尔逊的名字命名的。